# Гончарівка (Золочівський район)
Гончарі́вка (до 1946 року — Белзе́ць) — село в Україні, у Золочівській міській громаді Золочівському районі Львівської області. Населення становить 1000 осіб (2023). До 2020 року орган місцевого самоврядування — Золочівська міська рада.

## Географічне розташування
Село Гончарівка простягається в північно-західному напрямку від районного центру міста Золочева, розташована на рівнинній території. За селом у північно-західному напрямку протікає річка Золочівка. На північний схід від села розміщений піщаний кар'єр. Тут знаходиться пісок високої якості і користуються ним не тільки жителі Гончарівки, але й навколишніх сіл.
По обидві сторони села розкинулися широкі поля Гончарівки. У південній їх стороні є родючі ґрунти — чорноземи типові, а у північній — менш родючі — сірі лісові. Кожне поле має свою назву: Межидороги, Селесько, Береги, Озірці, Смужалі, Чайло, Підвільша, Зарудоча, Окопи, Давилники, Загаття.
Біля Загаття росте мішаний ліс. Він багатий на ягоди, гриби, і плоди дикорослих та лікарських рослин.
Попід лісом простягається штучно створений ставок, який разом з лісом утворює прекрасне місце відпочинку для населення Гончарівки. Із великого ставу біля села витікає річка Белзець (або Бельзець, чи Золочівка) — ліва притока Полтви, назва якої походить від колишньої назви села.
Розташоване біля місцевої автодороги Золочів — Красне.

## Клімат
Клімат помірно-континентальний. Найхолодніше в січні, найтепліше в липні. Середня температура повітря взимку −3º С, влітку +19º С; мінімальна температура повітря опускається не нижче −27º С, а максимальна — не перевищує +32º С. Вітри західні, південно-західні, що приносять взимку тепло, а відтак є причиною частих відлиг. А морозну погоду формують східні вітри. Середньо річна кількість опадів становить 650 мм. Найчастіше посухи трапляються в травні, найбільше опадів випадає у вигляді дощів в липні. Висота снігового покриву 15-20 см. Перший сніг випадає, як правило, у листопаді, й довго не лежить. Наступні випадання снігу теж не утворюють постійного снігового покриву через відлиги. Тануть сніги у березні, але ще у квітні можуть бути великі снігопади. Вони, а також їхні моментальні танення можуть завдати шкоди населенню. Через випадання дощів, мряки, туману взимку утворюється ожеледь та ожеледиця, намерзання льоду на деревах, лініях електропередач. Приморозки можуть трапитися у жовтні, а заморозки — у червні. Зі стихійних явищ зимою характерні хуртовини, а влітку — буревії, град.

## Назва
Раніше село мало еазву Белзець. З післявоєнних часів перейменоване у Гончарівку — на честь льотчика Гончарова, який під час німецько-радянської війни загинув неподалік села.
Існує декілька версій, чому село називалося Белзець:
1. Ця назва походила від колишнього пана, власника села Бельзецького (Белжецького).
2. Назву виводять від міста Белз із зменшувальним суф. -ець. Старожили села кажуть, що колись давно частина жителів Белза заснувала тут нове велике поселення, яке і названо Белзець. Територія села входила свого часу до складу Белзького князівства (ХІІ-ХІІІ ст.).
3. Назва утворилася від імені річки Белзець, на березі якої розташувалося село.

Географічний словник Королівства Польського подає, що річка (потік) Белзець утворюється із кількох струмків, які  відпроваджують води з обширних боліт села Жуличі і  сходяться в одне русло на межі з Почапами. Поповнений з лівого берега водами потоку Золочівка, Белзець плине на захід через луки почапські, пропливає став Белзецький і село Белзець, забирає зайві потоки з сусідніх лук і плине в напрямку північно-західнім до Бугу.
Як «fluvio dicto Belzecz» («річка під назвою «Белзеч») згадується 1488 року під час розмежування села Жуличі, що належало підкоморію львівському Павлові Олеському, і сусіднього села Лагодичі, що належало Іванові Белзецькому. Перший розмежувальний копець було зроблено на лузі біля вигину русла річки Белзець і громадської дороги Княже – Черемошня (нині це ділянка шляху Почапи - Білий Камінь) .

## Історія
Гончарівка розташована на рівнинній території; до монголо-татарського нашестя населення було розміщене на урочищі. Після повної руйнації села жителі перемістилися на сучасну територію.

Церква у с. Гончарівка (Белзець), споруджена у 1911 р., за проектом М. Ковальчука

### Перші письмові згадки
На першу письмову згадку претендує записка Львівського земського суду від 17 лютого 1441 року, у якій назва села зафіксована у формі  «Belzecz» -  «Белзеч». Мова йде про  «Alberto in Belzecz herade» -  Альберта Белзецького, спадкового власника села Белзеч (Белзець).  Він згадується як свідок у судовій справі за участю Миколи Гологірського —  власника міста Гологори.
Згадується село також 23 жовтня 1453 року в книгах галицького суду..

### Археологія
У 1952 році археологами в околицях села було знайдено велике пласке погребище, яке налічувало більше сотні поховань доби бронзи.

### Суспільне життя
Місцева греко-католицька громада до 1880 року мала 2 церкви, утворювала власну парафію.
Місцева римо-католицька громада раніше належала до парафії в Білому Камені.
У ХІХ столітті село мало власну символіку: печатку з зображенням сільськогосподарського знаряддя — перехрещених коси та граблів.
У травні 1937 група боївкарів ОУН на чолі з Ілярієм Куком здійснила напад на фільварок (двір) поміщиків Ясіньських у Белзці, внаслідок чого господарі маєтку загинули. У березні 1938 в Золочеві відбувся судовий процес над учасниками нападу. Двоє з них отримали смертні вироки, решта були засуджені на тривалі терміни ув'язнення.

## Населення

### Мова
Розподіл населення за рідною мовою за даними перепису 2001 року:
| Мова            | Відсоток |
| --------------- | -------- |
| українська      | 99,5 %   |
| російська       | 0,2 %    |
| інші/не вказали | 0,12 %   |

## Економіка
Населення села переважно зайняте в сільському господарстві.

## Пам'ятки
На околиці села збудовані каплички, а біля місцевої автошляху Золочів — Красне стоїть хрест, збудований на честь скасування панщини. У кінці села збудований хрест Яцком Квасницею. Також при трасі стоїть фігура Святої Анни, але не відомо, хто її поставив. На куті села за річкою Золочівкою, збудований пам'ятний хрест.
В центрі села знаходиться церква Святого Миколая, поряд двоповерхові приміщення неповної середньої школи, будинок побуту, Будинок «Просвіти», крамниця.

## Відомі особи
- Левицький Володимир Лукич — український письменник і громадський діяч.
- Яхимович Теодор — український митець-маляр, театральний декоратор.